# Aardbeving Marrakesh-Safi 2023
Op 8 september 2023 vond in de avond (23:11 uur lokale tijd) een zware aardbeving plaats in Marokko. Het epicentrum lag in Ighil in de provincie Al Haouz, 72 km ten zuidwesten van Marrakesh, op een diepte van 18,5 km.
De beving had type IX op de schaal van Mercalli. De beving had een kracht van 6,8 (volgens het Marokkaanse geologisch instituut een kracht van 7,2) op een diepte van 10 tot 20 kilometer. De aardbeving vond plaats in de bestuurlijke eenheid Marrakech-Safi. Het hoofd van het Marokkaans geologisch instituut verklaarde tegenover MAP dat de beving werd gevolgd door vele steeds afzwakkende naschokken, waarvan de zwaarste nog een kracht had van 6,0.
Het was de zwaarste aardbeving in Marokko sinds vele decennia. Eerder was er een aardbeving in het Atlasgebergte met een kracht van Mw 5.9 die Agadir in 1960 trof.

## Schade
De aardbeving richtte met name schade aan in bergachtig en moeilijk toegankelijke gebieden, wat de hulpverlening bemoeilijkte. Sommige dorpen werden vrijwel volledig verwoest. De schade was in deze gebieden vaak groot, omdat veel van deze gebouwen niet aardbevingsbestendig waren.
In de historische binnenstad (medina) van Marrakesh werden beschadigingen gemeld, onder andere aan de stadsmuren. Ook de beroemde 12e-eeuwse Koutoubia-moskee zou als gevolg van de beving schade hebben opgelopen.

## Reacties
Tijdens de eerste uren na de aardbeving mobiliseerde koning Mohammed VI het leger en reddingsdiensten uit het hele land om in het getroffen gebied hulp te bieden. Een dag na de aardbeving werden drie dagen van nationale rouw afgekondigd.
Een voetbalinterland tussen Marokko en Liberia voor de kwalificatie voor de Africa Cup die voor zaterdag 9 september gepland stond, werd in overleg tussen de voetbalbonden afgelast.

## Hulpverlening
In een aantal gebieden kwam hulpverlening vanuit de Marokkaanse overheid met moeite tot stand.

### Internationaal
Het Internationaal Monetair Fonds, de Wereldbank en andere internationale hulporganisaties zegden aan Marokko financiële steun toe. De Europese Unie bood net als de Verenigde Naties hulp aan het land.
De Overheid van België activeerde B-FAST om snel hulp en goederen te kunnen leveren aan het land.  Het Rode Kruis-Vlaanderen opende onder andere een rekeningnummer waarop gedoneerd kon worden. Ook de Belgische afdelingen van SOS Kinderdorpen en Artsen zonder Grenzen riepen op om te doneren.
De Nederlandse afdeling van het Rode Kruis opende een gironummer. Het Nederlandse kabinet kende 5 miljoen euro toe.
Algerije besloot het eigen luchtruim, dat sinds 2021 gesloten was vanwege een diplomatieke crisis om de Sahara, te openen voor humanitaire hulp.
De Israëlische minister van Defensie Yoav Gallant droeg het IDF op zich voor te bereiden op een reddingsoperatie.

## Afbeeldingen

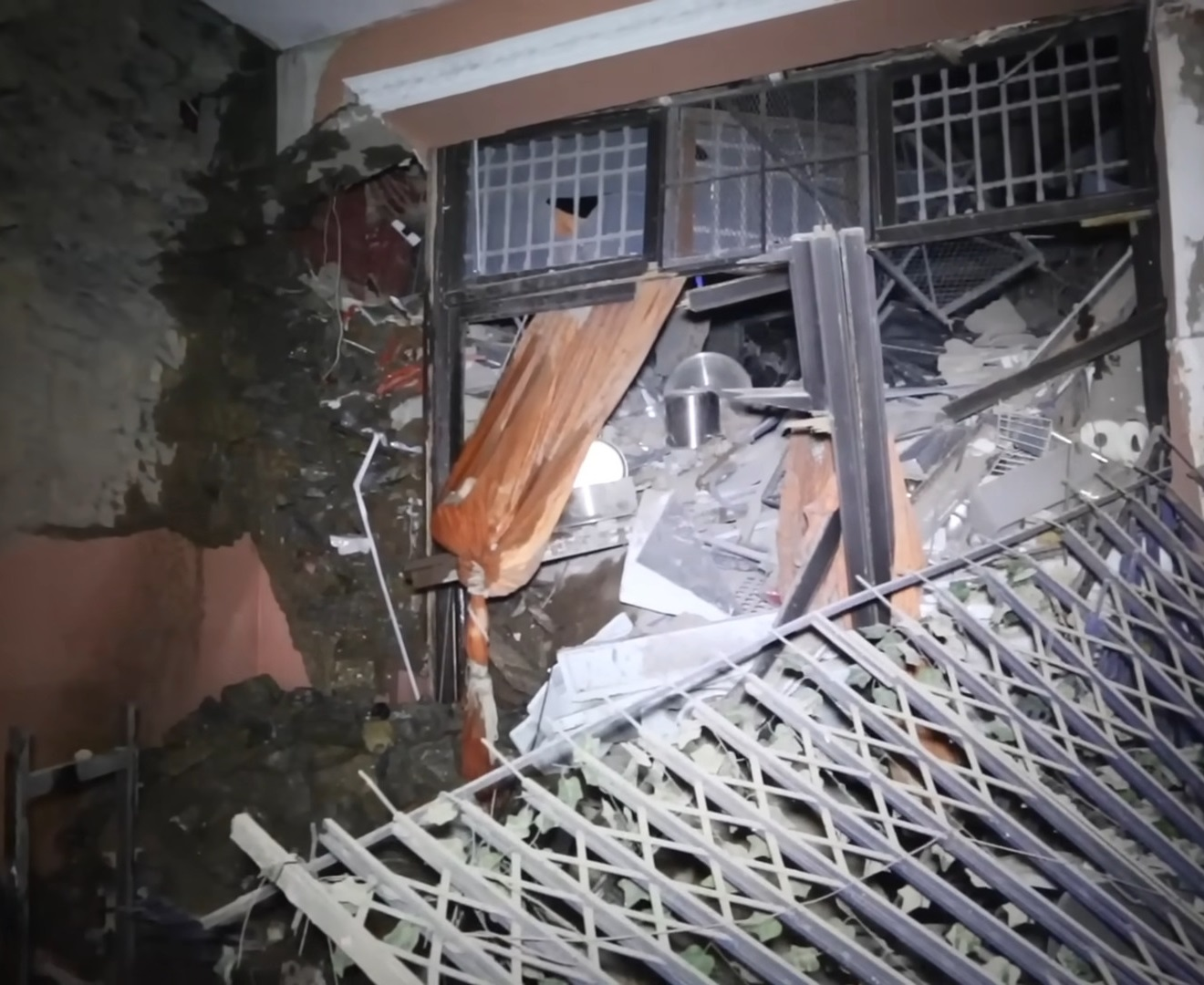
schade in Marrakesh
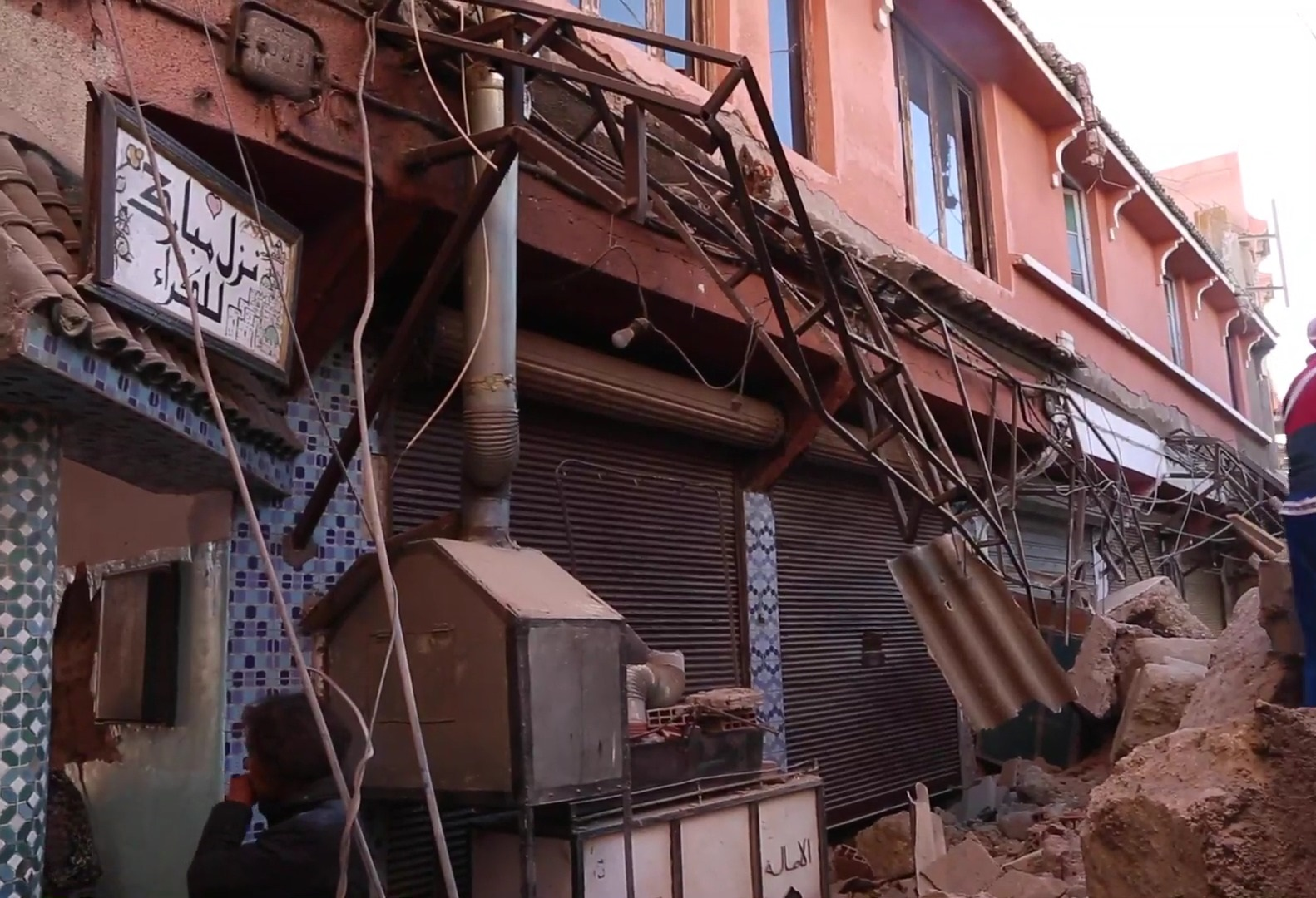
schade in Moulay Brahim